# Рівергед (переписна місцевість, Нью-Йорк)
Рівергед (англ. Riverhead) — переписна місцевість (CDP) в США, в окрузі Саффолк штату Нью-Йорк. Населення — 14 993 особи (2020).

## Географія
Рівергед розташований за координатами 40°56′58″ пн. ш. 72°40′31″ зх. д. / 40.94944° пн. ш. 72.67528° зх. д. (40.949476, -72.675229).  За даними Бюро перепису населення США в 2010 році переписна місцевість мала площу 39,85 км², з яких 39,06 км² — суходіл та 0,79 км² — водойми.

## Демографія
Згідно з переписом 2010 року, у переписній місцевості мешкало 13 299 осіб у 4827 домогосподарствах у складі 3055 родин. Густота населення становила 334 особи/км².  Було 5295 помешкань (133/км²).
Расовий склад населення:
| - 66,1 % — білих - 15,8 % — чорних або афроамериканців - 1,7 % — азіатів - 0,6 % — корінних американців - 0,1 % — вихідців з тихоокеанських островів - 12,2 % — осіб інших рас |

До двох чи більше рас належало 3,6 %. Частка іспаномовних становила 25,3 % від усіх жителів.
За віковим діапазоном населення розподілялося таким чином: 20,5 % — особи молодші 18 років, 61,1 % — особи у віці 18—64 років, 18,4 % — особи у віці 65 років та старші. Медіана віку мешканця становила 40,2 року. На 100 осіб жіночої статі у переписній місцевості припадало 103,5 чоловіків;  на 100 жінок у віці від 18 років та старших — 101,2 чоловіків також старших 18 років.
Середній дохід на одне домашнє господарство  становив 71 962 долари США (медіана — 52 876), а середній дохід на одну сім'ю — 79 117 доларів (медіана — 70 990). Медіана доходів становила 46 211 долар для чоловіків та 45 804 долари для жінок. За межею бідності перебувало 15,4 % осіб, у тому числі 28,2 % дітей у віці до 18 років та 4,5 % осіб у віці 65 років та старших.
Цивільне працевлаштоване населення становило 6111 осіб. Основні галузі зайнятості: роздрібна торгівля — 23,4 %, освіта, охорона здоров'я та соціальна допомога — 20,0 %, мистецтво, розваги та відпочинок — 16,4 %.